# 藤澤英雄
藤澤 英雄（ふじさわ ひでお、1973年11月30日 - ）は、元社会人野球選手（内野手）、野球指導者。

## 人物・来歴
大分県出身。大分東高では甲子園に出場することができなかったが、法大に進学し、持ち前の機敏な守備と巧打でレギュラーをつかみ、1995年の大学選手権優勝にも貢献した。
1996年、いすゞ自動車に入社。背番号は3。入社してしばらくしてショートのレギュラーを獲得し、自チームのみならず列強居並ぶ神奈川地区で他チームの補強選手として都市対抗野球大会に出場を続けた。入社5年目の2000年シーズンから主将としてチームを引っ張っていたが、2002年、シーズンが始まってすぐにこの年限りでの休部がチームに告げられ、動揺が広がった。しかし、最後のシーズンを精一杯プレーしようとする選手たちの力で、チームは神奈川第2代表で第73回都市対抗野球大会に出場を決めた。決勝ではホンダ熊本を降し、「最初で最後の黒獅子旗」を手にする。
そのオフ、シダックスに移籍。背番号はいすゞ時代と同じ3。ちょうど阪神の監督を退任して浪人生活を送っていた野村克也が監督兼GMに就任した時期と重なる。藤澤は社会人8年目ながら若手とのポジション競争に勝ち、ショートのレギュラーを射止めた。移籍1年目の2003年に行われた第74回都市対抗野球大会で、マスコミや野球ファンの注目を集めたシダックスは順当に勝ち上がったが、決勝戦で三菱ふそう川崎に敗れ、準優勝に終わった。自身は2年連続で都市対抗野球の決勝戦を経験したことになる。
その後も藤澤はシダックスで不動のショートとしてプレーを続け、野村が東北楽天ゴールデンイーグルスの監督就任に当たってシダックスを退部し、新たな体制となった2006年シーズンはコーチ兼任としてプレーしたが、入部4年目にして初めて2大大会への出場を逃す。それに追い討ちをかけるように、シダックスのこの年限りでの廃部が伝えられる。藤澤にとって2度目のチーム消滅だった。
しかし、チーム関係者の尽力等もあり、2007年からは住友金属鹿島でプレーすることとなった。2010年はチーム史上最高となる都市対抗4強進出に貢献し、この年限りで現役を引退した。2011年シーズンは専任コーチとして活動。
2025年からは日本製鉄鹿島の監督に就任。

## 主な表彰・タイトル
- 都市対抗野球大会優秀選手　4回（第73回、第74回、第75回、第79回　いずれも遊撃手部門）
- 都市対抗野球大会10年連続出場表彰（2006年、NTT東日本の補強選手として出場達成）
- 社会人ベストナイン　1回（2004年・遊撃手部門）